# Sasar vára
Sasar vára (horvátul: Šašar grad), vár Horvátországban, a Gerzence melletti Trnovitički Popovac déli határában.

## Fekvése
A Trnovitički Popovac központjától délre, fekvő lapos, mocsaras területen található.

## Története
Ismeretlen.

## A vár mai állapota
A régészeti lelőhely a szakirodalomban teljesen elpusztultként szerepel, miután területét elárasztották a garešnicai halastó vizével. A helyszíni bejáráskor azonban megállapítható, hogy az egykori vár sáncai részben még ma is jól kivehetők a halastó nyugati szélén. Nevét egykori fekvéséről kapta, mivel dús, tövises növényzettel és sással fedett mocsaras területen állt. Középső része egy enyhe, mintegy 70 méter átmérőjű magaslaton állt, melyet kettős földsánc övezett. Központi része szabályos négyszög alakú volt. Ennek nyugati része a dús növényzet és a víz miatt már alig kivehető, inkább csak a levegőből látható. Az északi részén kiemelkedő mintegy 20 méter széles részen egykor őrhely, vagy torony állhatott. A déli fal egy része mintegy 40 méter hosszúságban, másfél méter magasságban fennmaradt. Az itt előkerült számos cseréptöredék alapján a vár kora a 15. századra tehető.